# Dead Cities (singolo)
Dead Cities è il quarto singolo della band hardcore punk Exploited, pubblicato dalla Secret Records.
Il singolo contiene il brano "Dead Cities", brano storico della band.
Questo singolo ha riscosso molto successo, è andato anche al Top of The Pops, il programma però ha ricevuto molte lamentele, nonostante ciò il singolo il giorno dopo ha venduto 15000 copie e successivamente si è piazzato al primo posto della classifica indipendente e al numero 31 di quella nazionale.

## Tracce

### Lato A
1. Dead Cities

## Formazione
- Wattie Buchan - voce
- Big John Duncan - chitarra
- Gary McCormack - basso
- Dru Stix - batteria